# بیلچه‌نوک کاکل‌سفید
بیلچه‌نوک کاکل‌سفید (نام علمی: Platyrinchus platyrhynchos) نام یک گونه از سرده بیلچه‌نوک‌ها است.